# Isognathus tepuyensis
Isognathus tepuyensis är en fjärilsart som beskrevs av Lichy 1962. Isognathus tepuyensis ingår i släktet Isognathus och familjen svärmare. Inga underarter finns listade i Catalogue of Life.